# تیم ملی والیبال زیر ۲۱ سال زنان ایران
تیم ملی والیبال زیر ۲۱ سال زنان ایران یا تیم ملی والیبال دختران جوان ایران نماینده والیبال کشور ایران در مسابقات بین‌المللی در رده سنی جوانان است که زیر نظر فدراسیون والیبال ایران فعالیت میکند.

## تورنومنت‌ها

### قهرمانی آسیا
| قهرمانی آسیا | قهرمانی آسیا | قهرمانی آسیا | قهرمانی آسیا | قهرمانی آسیا | قهرمانی آسیا | قهرمانی آسیا | قهرمانی آسیا |
| سال          | رتبه         | بازی         | برد          | باخت         | ست برده      | ست باخته     |              |
| ------------ | ------------ | ------------ | ------------ | ------------ | ------------ | ------------ | ------------ |
| ۱۹۸۰         | حاضر نبود    | –            | –            | –            | –            | –            |              |
| ۱۹۸۴         | حاضر نبود    | –            | –            | –            | –            | –            |              |
| ۱۹۸۶         | حاضر نبود    | –            | –            | –            | –            | –            |              |
| ۱۹۸۸         | حاضر نبود    | –            | –            | –            | –            | –            |              |
| ۱۹۹۰         | حاضر نبود    | –            | –            | –            | –            | –            |              |
| ۱۹۹۲         | حاضر نبود    | –            | –            | –            | –            | –            |              |
| ۱۹۹۴         | حاضر نبود    | –            | –            | –            | –            | –            |              |
| ۱۹۹۶         | حاضر نبود    | –            | –            | –            | –            | –            |              |
| ۱۹۹۸         | حاضر نبود    | –            | –            | –            | –            | –            |              |
| ۲۰۰۰         | حاضر نبود    | –            | –            | –            | –            | –            |              |
| ۲۰۰۲         | حاضر نبود    | –            | –            | –            | –            | –            |              |
| ۲۰۰۴         | حاضر نبود    | –            | –            | –            | –            | –            |              |
| ۲۰۰۶         | حاضر نبود    | –            | –            | –            | –            | –            |              |
| ۲۰۰۸         | حاضر نبود    | –            | –            | –            | –            | –            |              |
| ۲۰۱۰         | نهم          | ۷            | ۵            | ۲            | ۱۶           | ۶            |              |
| ۲۰۱۲         | هشتم         | ۸            | ۳            | ۵            | ۱۱           | ۱۶           |              |
| ۲۰۱۴         | دوازدهم      | ۶            | ۱            | ۵            | ۶            | ۱۶           |              |
| مجموع        | ۷/۲۱         | ۲۱           | ۹            | ۱۲           | ۳۳           | ۳۸           |              |